# Chase Center
Chase Center – hala sportowa w San Francisco w Kalifornii. Budynek jest domową areną dla drużyny Golden State Warriors występującej w National Basketball Association (NBA) i okazjonalnie dla męskich i żeńskich drużyn koszykówki Uniwersytetu San Francisco w National Collegiate Athletic Association (NCAA). Warriors, którzy znajdują się w San Francisco Bay Area od 1962 roku, rozgrywali swoje mecze domowe w Oakland Arena w Oakland od 1971 do 2019 roku. Chase Center zostało otwarte 6 września 2019 roku i może pomieścić 18 064 widzów na trybunach.

## Lokalizacja i projekt

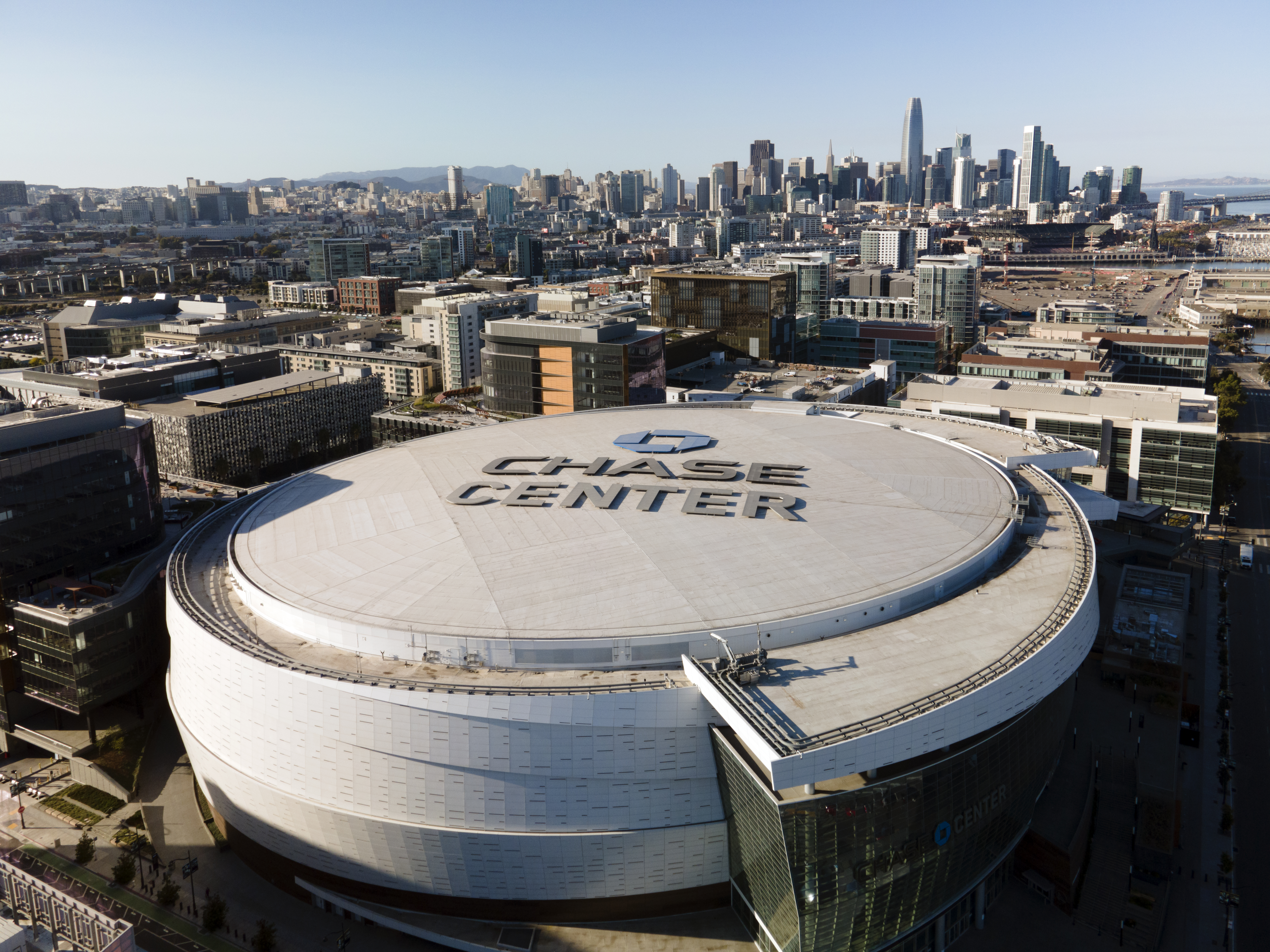
Widok z lotu ptaka na Chase Center z października 2020 r.

Arena, która jest domem dla Golden State Warriors, znajduje się w San Francisco przy Third St. i 16th St. Hala składa się z wielu pięter, ma pojemność 18 064 miejsc i wielofunkcyjny obszar, który obejmuje konfigurację teatralną z wejściem na nowo wybudowany park. Obiekt składa się 54 000 m² powierzchni biurowej i laboratoryjnej oraz 9 300 m² powierzchni handlowej. Chase Center obejmuje również publiczny plac / teren rekreacyjny zaprojektowany przez firmę architektoniczną SWA Group. Arena obejmuje parking na około 950 miejsc oraz możliwość dojazdu komunikacją miejską.

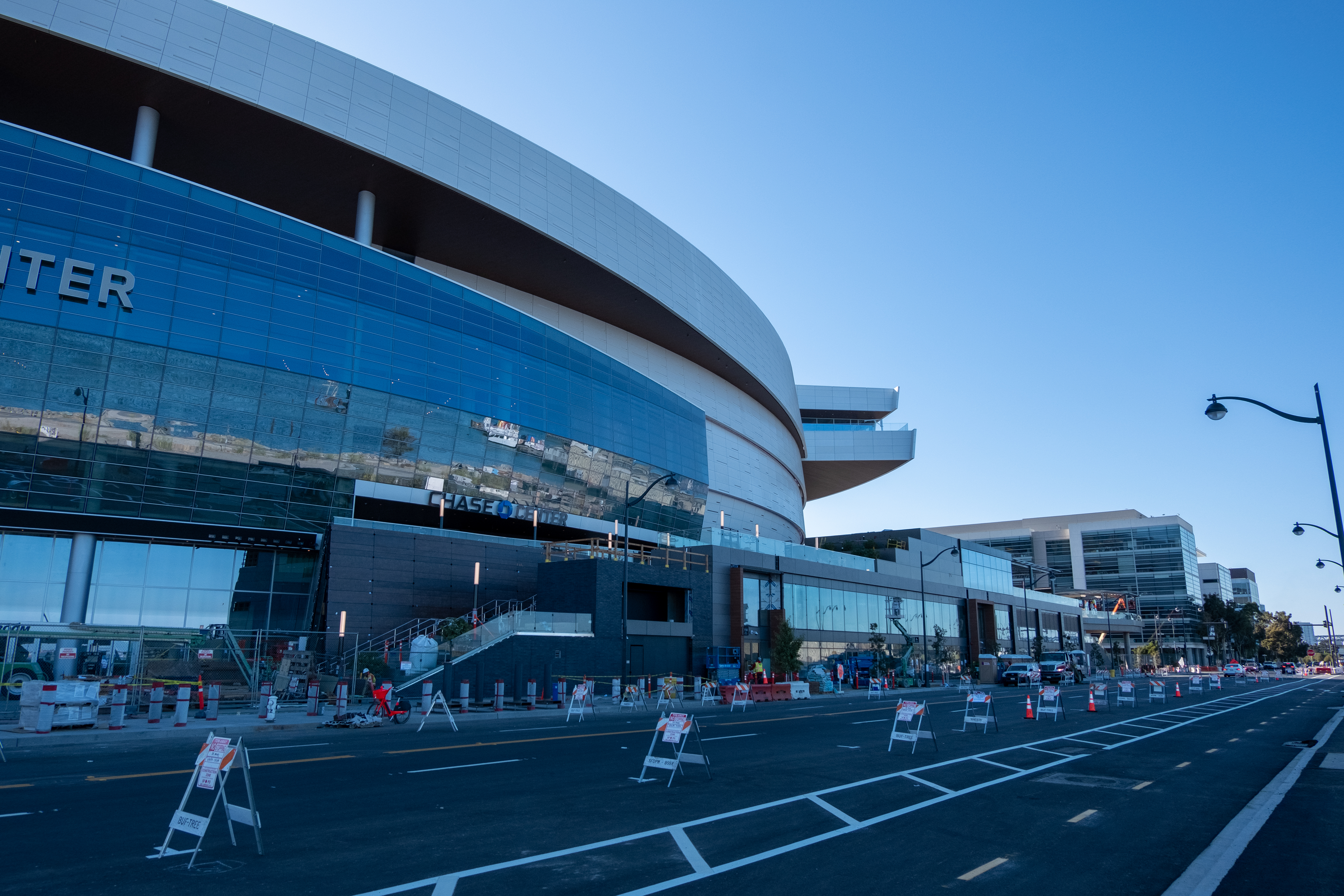
Chase Center w 2019 roku.

Stacja UCSF/Chase Center znajduje się w sąsiedztwie areny na linii T Third Street. W 2023 roku San Francisco Municipal Railway (Muni) otworzyła Central Subway, nową linię metra lekkiej kolei, która łączy arenę i Uniwersytet Kalifornijski w San Francisco (UCSF) z hotelami w centrum miasta, centrami kongresowymi, dzielnicą mieszkalną Chinatown oraz liniami metra i kolei podmiejskiej, które obsługują cały obszar zatoki. Dzięki inwestycji o wartości 1 miliarda dolarów w pobliżu Chase Center znajduje się wiele restauracji, kawiarni, biur, publicznych placów oraz nowy publiczny park wodny o powierzchni ponad 40 arów.

## Udogodnienia
Arena została zaprojektowana z myślą o meczach, ale również wydarzeniach rozrywkowych. Goście mają do dyspozycji salę filmową, miejsca do odpoczynku, w tym lobby i hale. Wnętrza zostały wzbogacone rzeźbami wypożyczonymi od SFMOMA. Obiekt posiada szereg obszarów premium, w skład których wchodzą: apartamenty przy boisku, salony, boksy teatralne i Skybar. Wszystkie udogodnienia angażują uczestników, niezależnie od tego, czy oglądają mecz, czy podziwiają widok na zatokę. Natomiast przestrzeń dla zawodników, w tym szatnie, wewnętrzny ośrodek treningowy i pomieszczenia administracyjne, pozwalają graczom na komfortowe warunki do przygotowań zarówno w dniu meczu jak i poza nim.